# Anthony Ashley-Cooper, IV conte di Shaftesbury
Anthony Ashley-Cooper, IV conte di Shaftesbury (Londra, 9 febbraio 1711 – Londra, 27 maggio 1771) è stato un politico e filantropo inglese Bt PC FRS era pari d'Inghilterra e servì all'epoca della fondazione della colonia di Georgia come una delle persone più importanti e come Lord Lieutenant del Dorset dal 1734 fino alla sua morte..

## Eredità di famiglia

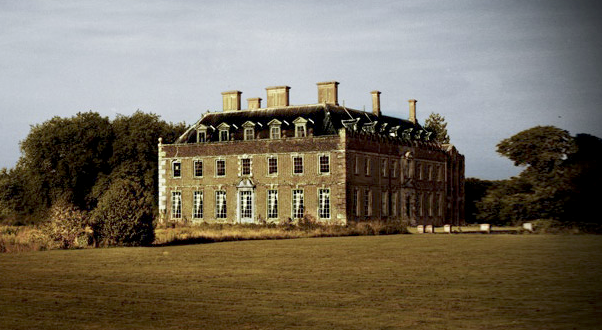
St Giles House Dorset

Il padre di Shaftesbury, Anthony Ashley-Cooper, III conte di Shaftesbury, era morto nel febbraio del 1713
lasciandolo orfano in tenera età ma anche erede dei titoli e delle proprietà della famiglia. Egli crebbe studiando i risultati conseguiti dal padre e dal bisnonno e venerando la storia della sua famiglia. Nel 1732 pubblicò una nuova edizione del più importante lavoro del padre, Caratteristiche degli uomini, maniere, opinioni, tempi, anche conosciuto come Le caratteristiche di Shaftesbury. Il libro è stato tra i più influenti dell'illuminismo britannico; lo storico Benjamin Rand ha descritto il III conte come "il più grande Stoico dei tempi moderni".
Shaftesbury aveva anche commissionato una biografia del bisnonno e assunse Benjamin Martyn per questo suo progetto. Divenne molto amico di Martyn, Segretario dei Fondatori per l'istituzione della Colonia della Georgia in America, quando divenne egli stesso membro di tale organizzazione in occasione della prima riunione annuale nel 1733.

## Garante per la Georgia
Shaftesbury fu eletto fra i Garanti per l'istituzione della colonia della Georgia in America nel 1733, meno di un anno dopo che il gruppo era stato creato con regio decreto. Alla luce della tradizione intellettuale della sua famiglia, egli potrebbe essere stato tra quei Garanti che, seguendo James Oglethorpe, avevano visto la colonia della Georgia come un potenziale modello di società così come uno stato che aveva affrontato in modo pratico diversi obiettivi (si veda il Piano Oglethorpe).

Nel 1750, tuttavia, Shaftesbury sostituì Oglethorpe ponendosi come energica guida tra i Fondatori, orientando il governatore della colonia verso una direzione più convenzionale e preparandola a diventare una colonia reale nel 1752.

## Onorificenze
Shaftesbury fu eletto Fellow of the Royal Society nel 1754 e fu fatto Privy Counsellor nel 1761.

## Titoli e trattamento
- 1711-1713: Lord Ashley
- 1713-1754: Il molto onorevole Il quarto conte di Shaftesbury Bt
- 1754-1761: Il molto onorevole Il quarto conte di Shaftesbury Bt FRS
- 1761-1771: Il molto onorevole Il quarto conte di Shaftesbury Bt PC FRS

## Ascendenza
|                                                 |   |                                     | Genitori                                     |  |  | Nonni |  |  | Bisnonni                                      |  |  | Trisnonni                |  |
|                                                 |   |                                     |                                              |  |  |       |  |  | Anthony Ashley-Cooper, I conte di Shaftesbury |  |  | John Cooper, I baronetto |  |
|                                                 |   |                                     |                                              |  |  |       |  |  | Anthony Ashley-Cooper, I conte di Shaftesbury |  |  | John Cooper, I baronetto |  |
|                                                 |   | Anne Ashley                         |                                              |  |  |       |  |  | Anthony Ashley-Cooper, I conte di Shaftesbury |  |  |                          |  |
| Anthony Ashley-Cooper, II conte di Shaftesbury  |   |                                     |                                              |  |  |       |  |  | Anthony Ashley-Cooper, I conte di Shaftesbury |  |  |                          |  |
|                                                 |   | Frances Cecil                       | David Cecil, III conte di Exeter             |  |  |       |  |  |                                               |  |  |                          |  |
|                                                 |   | Frances Cecil                       | David Cecil, III conte di Exeter             |  |  |       |  |  |                                               |  |  |                          |  |
|                                                 |   | Frances Cecil                       | Elizabeth Egerton                            |  |  |       |  |  |                                               |  |  |                          |  |
| Anthony Ashley-Cooper, III conte di Shaftesbury |   | Frances Cecil                       |                                              |  |  |       |  |  |                                               |  |  |                          |  |
|                                                 |   | John Manners, VIII conte di Rutland | George Manners                               |  |  |       |  |  |                                               |  |  |                          |  |
|                                                 |   | John Manners, VIII conte di Rutland | George Manners                               |  |  |       |  |  |                                               |  |  |                          |  |
|                                                 |   | John Manners, VIII conte di Rutland | Grace Pierrepont                             |  |  |       |  |  |                                               |  |  |                          |  |
| Dorothy Manners                                 |   | John Manners, VIII conte di Rutland |                                              |  |  |       |  |  |                                               |  |  |                          |  |
|                                                 |   | Frances Montagu                     | Edward Montagu, I barone Montagu di Boughton |  |  |       |  |  |                                               |  |  |                          |  |
|                                                 |   | Frances Montagu                     | Edward Montagu, I barone Montagu di Boughton |  |  |       |  |  |                                               |  |  |                          |  |
|                                                 |   | Frances Montagu                     | Frances Cotton                               |  |  |       |  |  |                                               |  |  |                          |  |
| Anthony Ashley-Cooper, IV conte di Shaftesbury  |   | Frances Montagu                     |                                              |  |  |       |  |  |                                               |  |  |                          |  |
|                                                 | … | …                                   |                                              |  |  |       |  |  |                                               |  |  |                          |  |
|                                                 | … | …                                   |                                              |  |  |       |  |  |                                               |  |  |                          |  |
|                                                 | … | …                                   |                                              |  |  |       |  |  |                                               |  |  |                          |  |
| Thomas Ewer                                     | … |                                     |                                              |  |  |       |  |  |                                               |  |  |                          |  |
|                                                 |   | …                                   | …                                            |  |  |       |  |  |                                               |  |  |                          |  |
|                                                 |   | …                                   | …                                            |  |  |       |  |  |                                               |  |  |                          |  |
|                                                 |   | …                                   | …                                            |  |  |       |  |  |                                               |  |  |                          |  |
| Jane Ewer                                       |   | …                                   |                                              |  |  |       |  |  |                                               |  |  |                          |  |
|                                                 |   | James Montagu                       | Henry Montagu, I conte di Manchester         |  |  |       |  |  |                                               |  |  |                          |  |
|                                                 |   | James Montagu                       | Henry Montagu, I conte di Manchester         |  |  |       |  |  |                                               |  |  |                          |  |
|                                                 |   | James Montagu                       | Catharine Spencer                            |  |  |       |  |  |                                               |  |  |                          |  |
| Mary Montagu                                    |   | James Montagu                       |                                              |  |  |       |  |  |                                               |  |  |                          |  |
|                                                 |   | Mary Baynard                        | Robert Baynard                               |  |  |       |  |  |                                               |  |  |                          |  |
|                                                 |   | Mary Baynard                        | Robert Baynard                               |  |  |       |  |  |                                               |  |  |                          |  |
|                                                 |   | Mary Baynard                        | Ursula Stapilton                             |  |  |       |  |  |                                               |  |  |                          |  |
|                                                 |   | Mary Baynard                        |                                              |  |  |       |  |  |                                               |  |  |                          |  |